# Gótico en Lituania

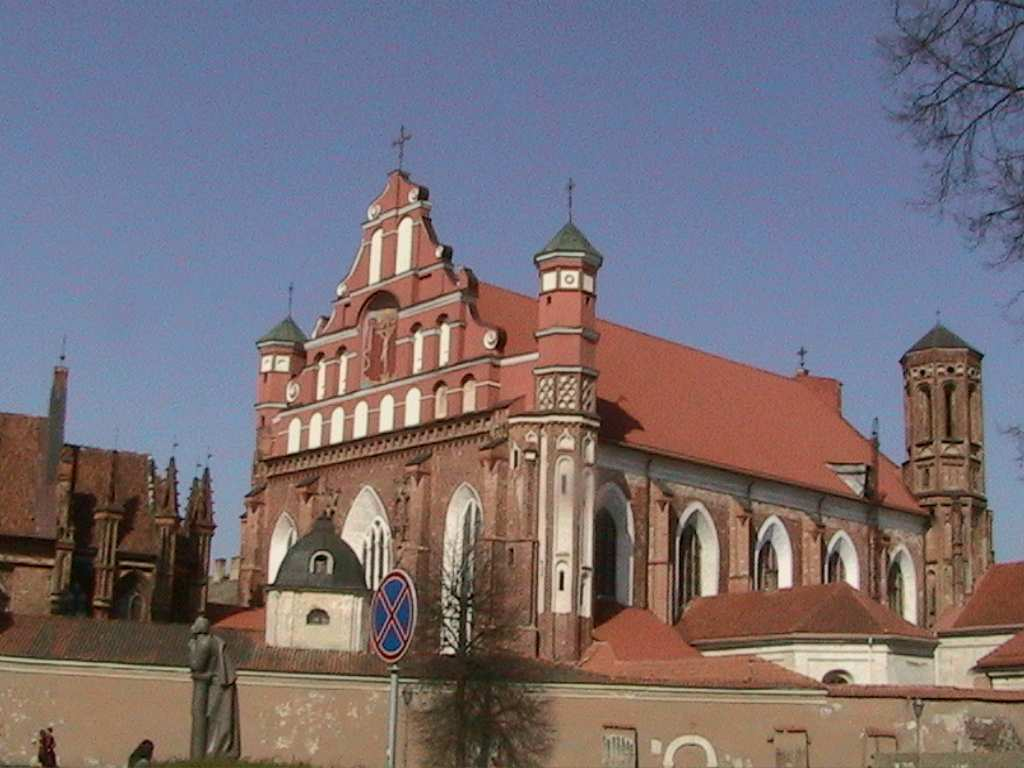
Monasterio de los santos Francisco y Bernardo en Vilna.

Gótico en Lituania es la denominación historiográfica del arte gótico en la zona del Gran Ducado de Lituania, que no coincide con la extensión de la actual Lituania. Sus características son diferentes del Gótico centroeuropeo, del Gótico báltico o del arte bizantino, pero con influencias de todos ellos, haciendo de él un arte de características únicas.

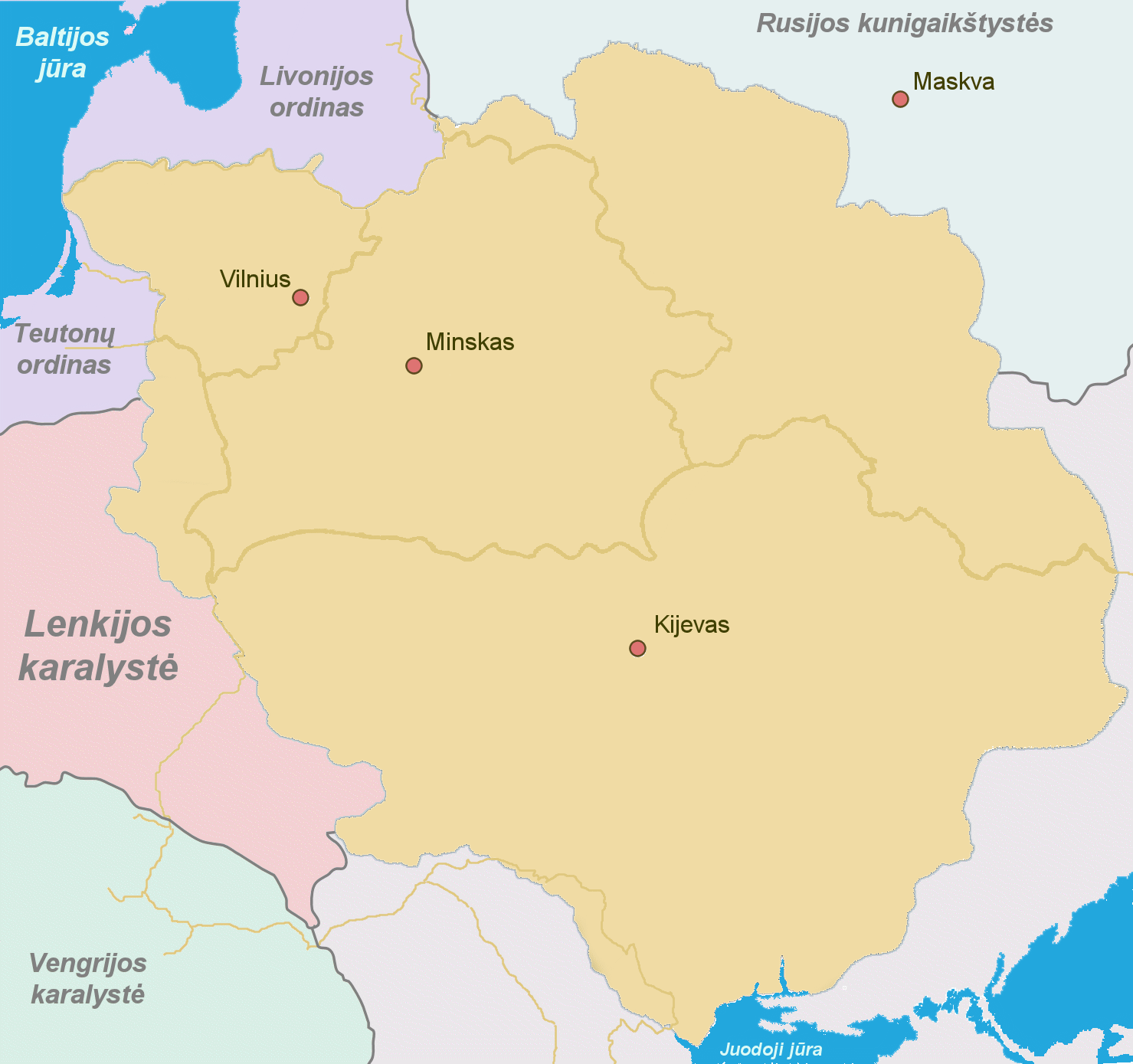
Lituania en la época de Vladislao II Jagellón y Vytautas el Grande. Se marcan también las fronteras actuales.

## Contexto histórico
Lituania estaba en los siglos XIII y XIV entre la Cristiandad oriental y la Cristiandad occidental, así como en los límites del cristianismo ante uno de los últimos reductos del paganismo en Europa. La Orden Teutónica se había convertido en un verdadero Estado que controlaba la llamada Lithuania Minor, de lengua lituana; mientras que el resto del Gran Ducado de Lituania estaba habitado por eslavos, en su mayor parte de religión cristiana ortodoxa. El centro neurálgico oscilaba entre las ciudades de Kaunas, Trakai y Vilna.
El matrimonio de Vladislao II Jagellón con la reina Jadwiga de Polonia inició la unión personal de Polonia y Lituania. Tras la batalla de Grunwald (1410) y el tratado de Melno (1422) cesaron los ataques de la Orden Teutónica. Con la Paz de Toruń (1466) cesó la importancia de la Orden como potencia política.

## Arquitectura

### Castillos y murallas

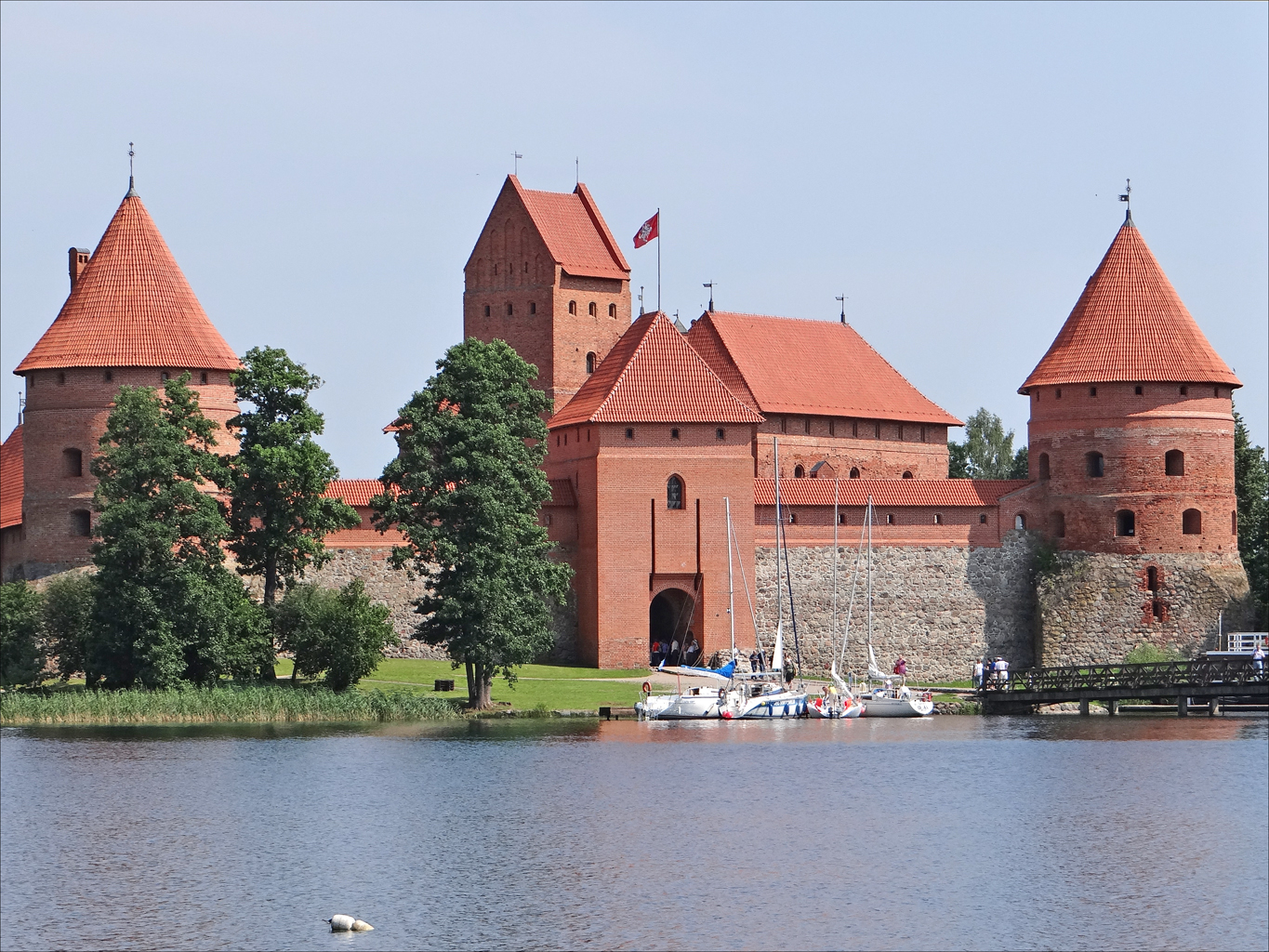
Castillo de la isla Trakai.

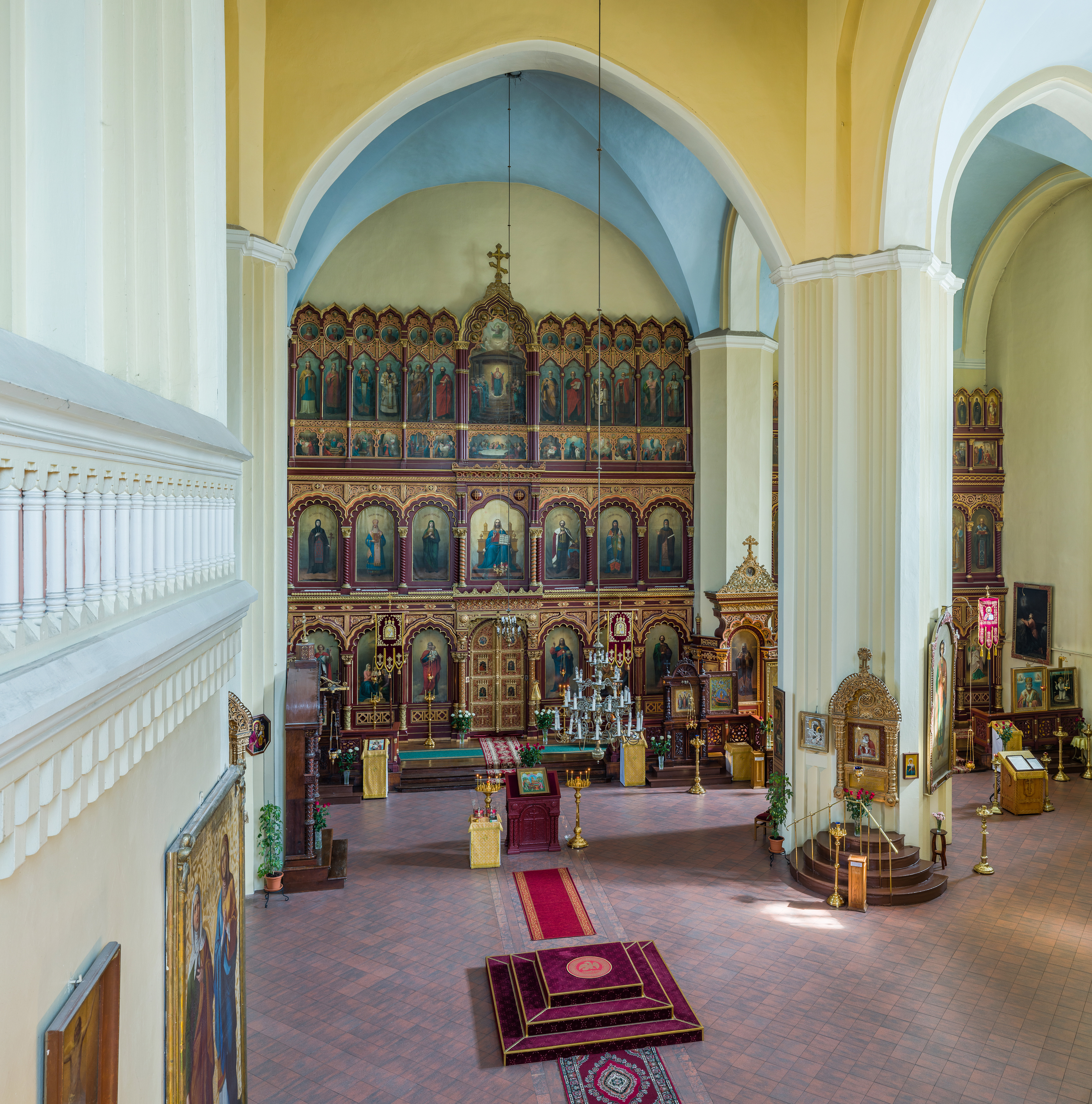
Catedral ortodoxa de la Dormición de la Theotokos, Vilna.

Las fortificaciones se construyeron en piedra y ladrillo en estas fechas, aunque anteriormente había fortalezas de madera y tierra en los mismos lugares:
- Castillo de Kaunas, mediados del siglo siglo XIV, de los caballeros teutones en 1361 y destruido en el Sitio de Kaunas (1382),[3] reconquistado por la Orden en 1384 y luego por los lituanos.
- Castillo de la península Trakai,[4] 1350–1377.
- Castillo de la isla Trakai,[5] fortificaciones de la segunda mitad del siglo XIV, palacio desde 1410.
- Castillo de Medininkai,[6] 1392, con funciones residenciales desde mediados del siglo XV.
- Torre Gediminas[7] en Vilna, completada en 1409.[8]

### Primeros ejemplos de iglesias

#### Catedral ortodoxa de Vilna
La catedral de la Theotokos (Vilna), de religión ortodoxa (no debe confundirse con la catedral católica de la misma ciudad), es la más antigua de Lituania. Se construyó en 1346, cuando todavía el cristianismo era solamente la religión de la población eslava del Gran Ducado. Mezcla formas góticas y bizantinas. Se le considera el primer ejemplo del Gótico bielorruso. Las cubiertas y muros exteriores han sufrido alteraciones en los siglos posteriores, hasta su apariencia actual, neo-bizantina.

#### Gótico de ladrillo

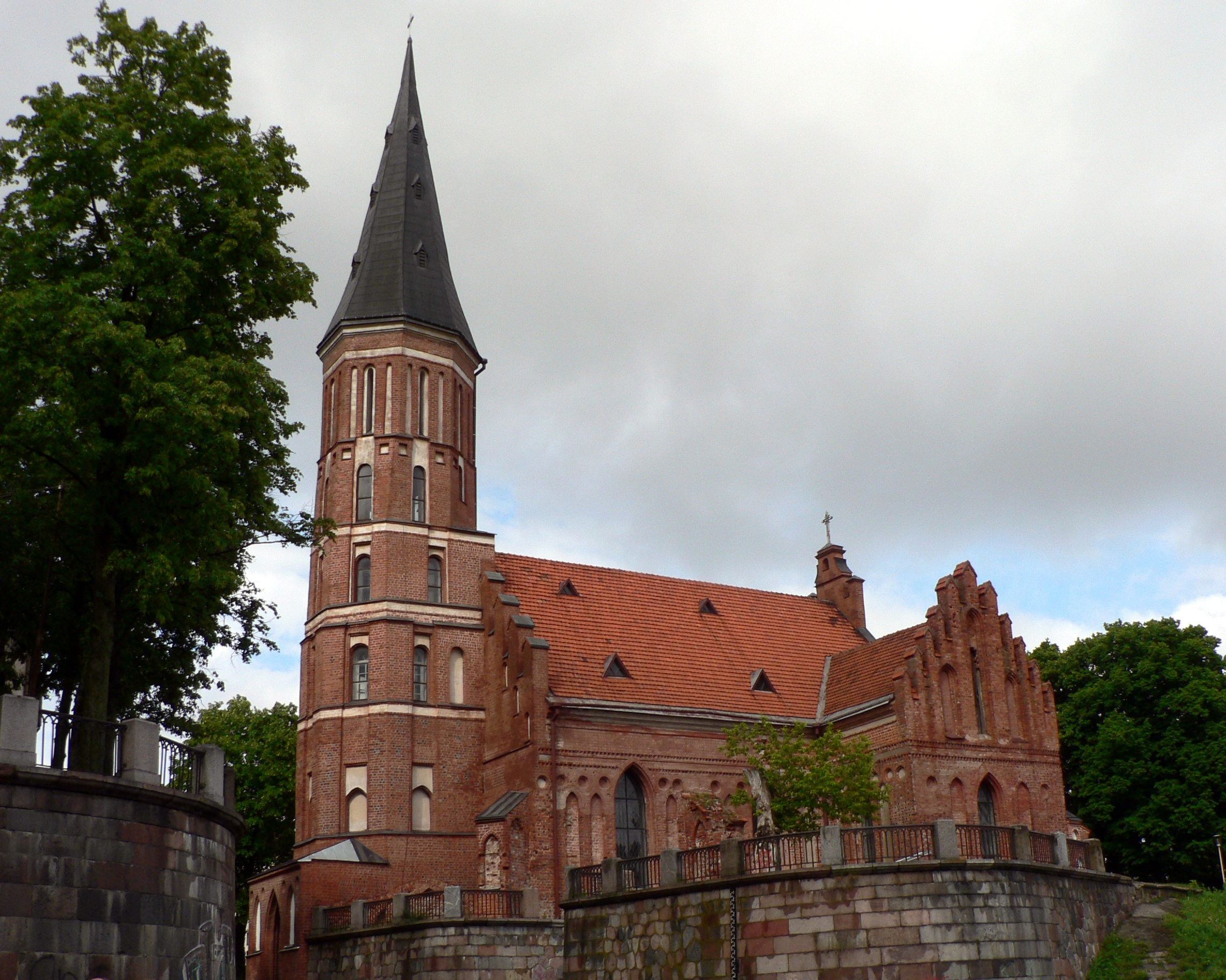
Iglesia franciscana de Vytautas (Kaunas).

Tras la conversión de Władysław II al catolicismo, el país pasó a ser oficialmente cristiano, y se levantaron iglesias por todo el noroeste del Gran Ducado. Las más importantes en el estilo denominado Gótico de ladrillo:
- Iglesia de San Nicolás (Vilna),[12] 1387
- Gran iglesia de Vytautas[13] en Kaunas, ca. 1400
- Iglesia de San Jorge (Kėdainiai),[14] 1403
- Catedral basílica de San Pedro y San Pablo (Kaunas), 1410, reconstruida varias veces, actualmente presenta formas principalmente barrocas.[15]
- Iglesia de la Asunción (Vilna),[16] de los franciscanos. A partir de una iglesia levantada en madera en 1387, se reedificó en ladrillo desde 1410. Sufrió varios incendios, y por último se reedificó entre 1671–1675, en estilo barroco.

### Gótico final

#### Flamígero

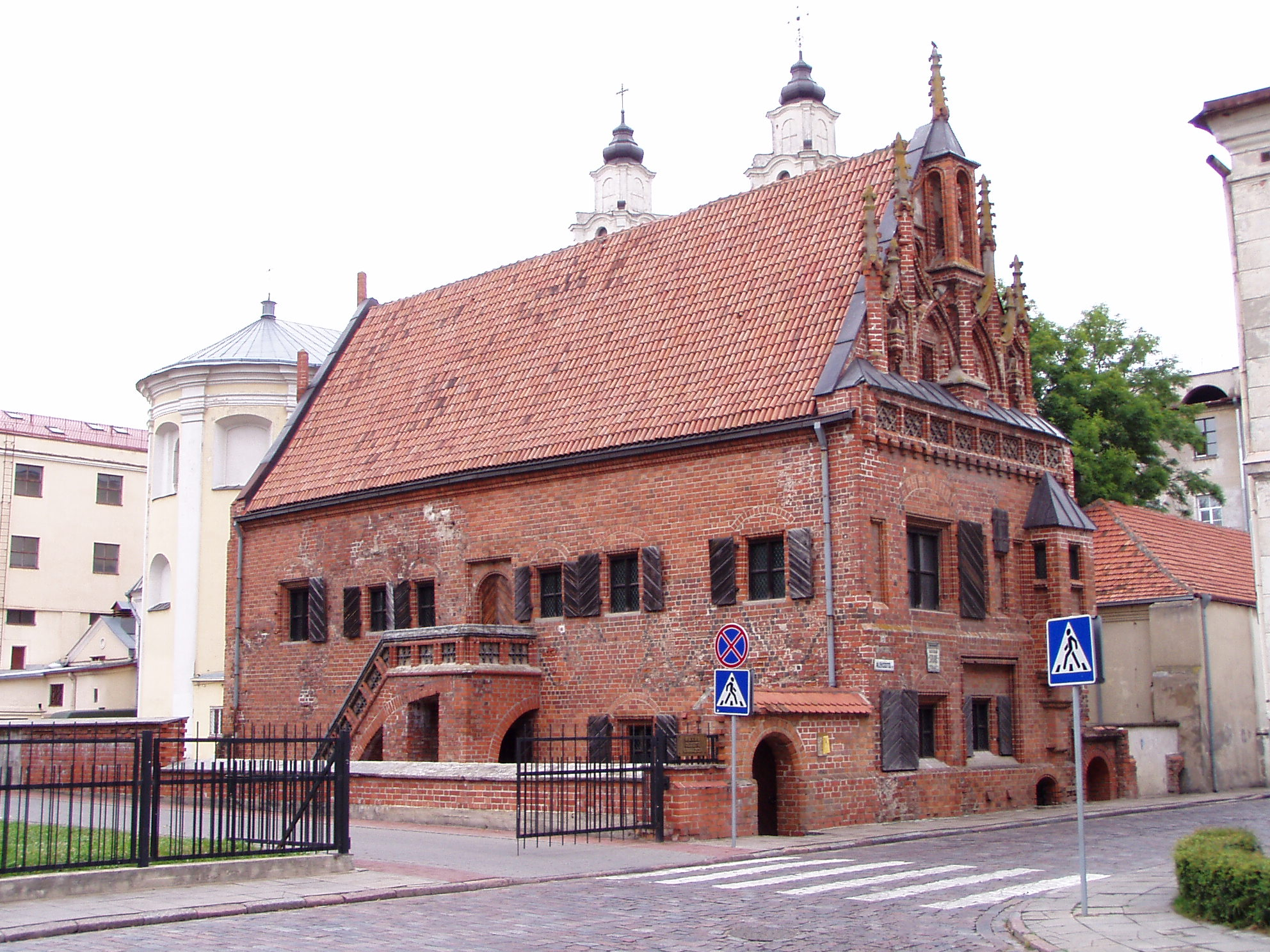
Casa de Perkūnas, Kaunas

En el periodo del Gótico final, se levantaron en Lituania dos excepcionales edificios con gran influencia del estilo flamígero procedente de Europa Occidental, aunque mantuvieron el ladrillo como material de construcción:
- Casa de Perkunas,[17] de mediados del siglo XV. Era edificio comercial de la Liga Hanseática, y mantuvo tal función hasta 1532. Posteriormente se utilizó por la Compañía de Jesús. Su nombre actual deriva de una pequeña imagen encontrada en su muro, que los historiadores románticos consideraron que representaba al dios báltico del trueno.[18]
- Iglesia de Santa Ana (Vilna), 1495–1500.[19]

#### Gótico en Bielorrusia

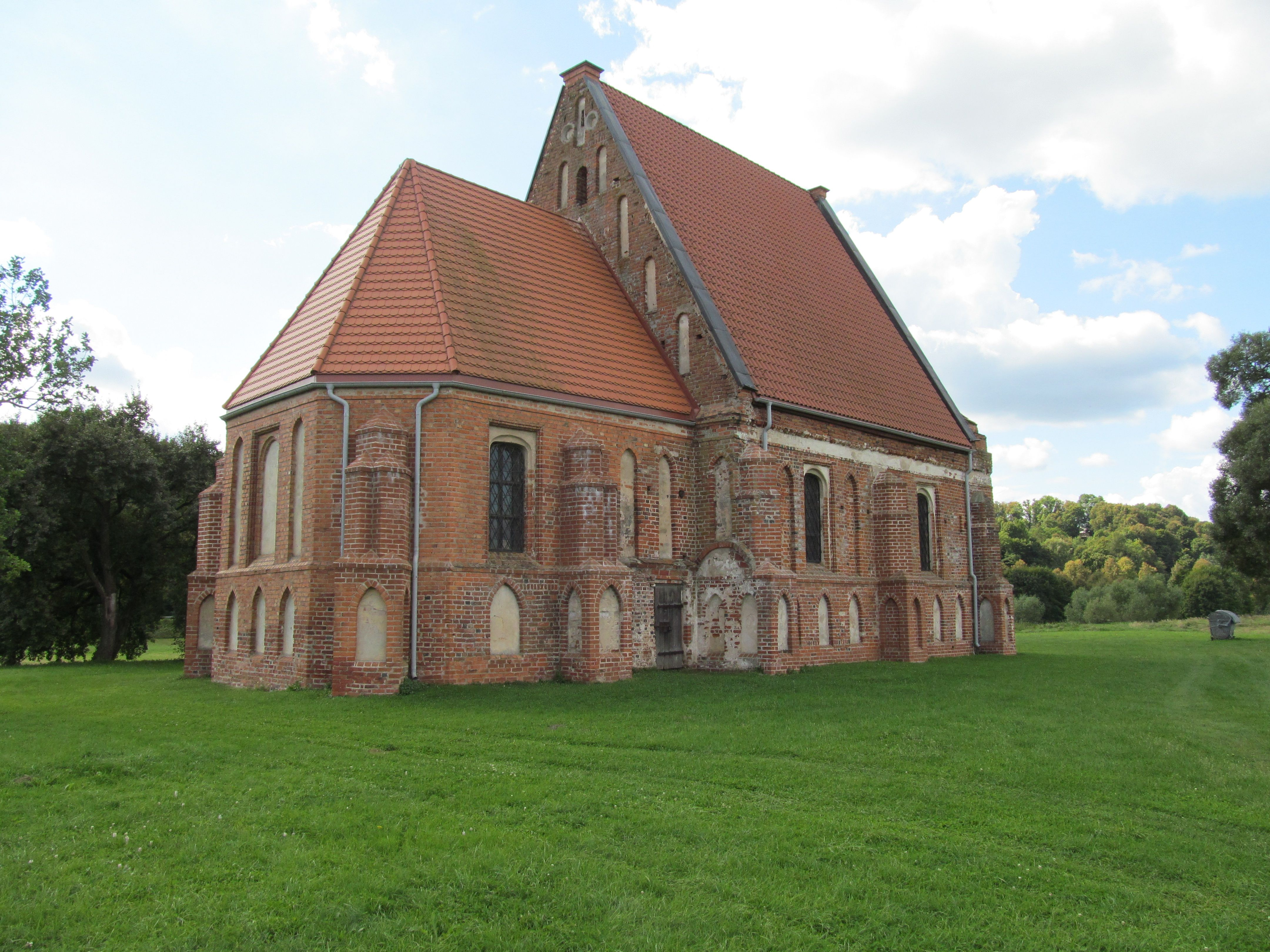
Antigua iglesia de San Juan Bautista, Zapyškis.

Como en la vecina Bielorrusia, varias iglesias y otros edificios se edificaron en la primera mitad del siglo XVI con una mezcla de eslemetos góticos, renacentistas y Bizantino; en lo que se ha denominado Gótico bielorruso. Ejemplos son:
- Iglesia de Santa Gertrudis (Kaunas).[20]
- Antigua iglesia de San Juan Bautista en Zapyškis.[21]
- Iglesia de los santos Francisco y Bernardo (Vilna)[22]